# 土木站
土木站是京包铁路（原京张铁路）上的一个小火车站，位于河北省张家口市怀来县土木镇境内。

## 事故
1984年10月29日，4次国际联运列车经由京包铁路运行至土木站内无人看守道口处，由于一辆拖拉机抢道，列车停车不及与拖拉机相撞，事故造成拖拉机上4人死亡，列车机后3至10位车辆脱轨，中断京包铁路正线行车40小时08分，直接经济损失293万元人民币。因这次事故涉及国际联运列车，中国政府对此十分重视，不久之后铁道部、交通部、公安部联合发布了《铁路道口通行规定》，要求加强国际列车通过沿线道口的安全管理。